# Greg Kite
Gregory Fuller "Greg" Kite (Houston, Texas, 5 de agosto de 1961) es un exjugador de baloncesto estadounidense, que desarrolló su carrera deportiva básicamente en la NBA. Con 2.11 metros de estatura, jugaba en el puesto de pívot.
Kite, un pívot de casi 210 cm de la Universidad de Brigham Young, fue seleccionado por los Boston Celtics en el Draft de la NBA de 1983, en el puesto 21 de la general. Siendo miembro de los Celtics ganó los campeonatos de 1984 y 1986, quedándose en el equipo hasta inicios de 1988. Luego de ello se unió a Los Angeles Clippers jugando luego para otros equipos, incluyendo 12 juegos para los Charlotte Hornets en el año 1988. Kite se retiró en 1995 promediando en su carrera un total de 2.5 puntos y 3.8 rebotes por juego.

## Estadísticas de su carrera en la NBA
|  | Campeón de la NBA |
|  | Líder de la liga  |

### Temporada regular
| Año      | Equipo         | PJ  | PT  | MPP  | %TC  | %3P   | %TL  | RPP | APP | ROB | TPP | PPP |
| -------- | -------------- | --- | --- | ---- | ---- | ----- | ---- | --- | --- | --- | --- | --- |
| 1983-84† | Boston         | 35  | 1   | 5.6  | .455 | –     | .313 | 1.8 | .2  | .0  | .1  | 1.9 |
| 1984-85  | Boston         | 55  | 4   | 7.7  | .375 | –     | .688 | 1.6 | .3  | .1  | .2  | 1.6 |
| 1985-86† | Boston         | 64  | 2   | 7.3  | .374 | .000  | .385 | 2.0 | .3  | .0  | .4  | 1.3 |
| 1986-87  | Boston         | 74  | 1   | 10.1 | .427 | .000  | .382 | 2.3 | .4  | .2  | .6  | 1.7 |
| 1987-88  | Boston         | 13  | 0   | 6.6  | .391 | –     | .167 | 1.8 | .2  | .2  | .6  | 1.5 |
| 1987-88  | L. A. Clippers | 40  | 19  | 24.4 | .456 | .000  | .534 | 6.0 | 1.1 | .4  | 1.3 | 5.1 |
| 1988-89  | L. A. Clippers | 58  | 12  | 12.6 | .405 | –     | .452 | 3.3 | .5  | .4  | .8  | 1.9 |
| 1988-89  | Charlotte      | 12  | 12  | 17.8 | .533 | –     | .600 | 4.4 | .6  | .3  | .7  | 3.2 |
| 1989-90  | Sacramento     | 71  | 47  | 21.3 | .432 | 1.000 | .500 | 5.3 | 1.1 | .4  | .7  | 3.2 |
| 1990-91  | Orlando        | 82* | 82* | 27.1 | .491 | –     | .512 | 7.2 | .7  | .3  | 1.0 | 4.8 |
| 1991-92  | Orlando        | 72  | 44  | 20.5 | .437 | .000  | .588 | 5.6 | .6  | .4  | .8  | 3.2 |
| 1992-93  | Orlando        | 64  | 1   | 10.0 | .452 | .000  | .542 | 3.0 | .2  | .2  | .2  | 1.4 |
| 1993-94  | Orlando        | 29  | 0   | 10.7 | .371 | –     | .364 | 2.4 | .1  | .1  | .4  | 1.2 |
| 1994-95  | New York       | 2   | 0   | 8.0  | .000 | –     | –    | 2.0 | .0  | .0  | .0  | .0  |
| 1994-95  | Indiana        | 9   | 0   | 6.8  | .214 | –     | .200 | 2.0 | .1  | .0  | .0  | .9  |
| Total    | Total          | 680 | 225 | 14.8 | .438 | .167  | .486 | 3.8 | .5  | .2  | .6  | 2.5 |

### Playoffs
| Año   | Equipo  | PJ | PT | MPP | %TC  | %3P | %TL   | RPP | APP | ROB | TPP | PPP |
| ----- | ------- | -- | -- | --- | ---- | --- | ----- | --- | --- | --- | --- | --- |
| 1984† | Boston  | 11 |    | 3.5 | .125 | –   | .833  | .8  | .3  | .0  | .1  | .6  |
| 1985  | Boston  | 9  | 0  | 7.0 | .417 | –   | .500  | 1.8 | .3  | .1  | .0  | 1.2 |
| 1986† | Boston  | 13 | 0  | 6.0 | .700 | –   | .571  | 1.5 | .2  | .2  | .3  | 1.4 |
| 1987  | Boston  | 20 | 1  | 8.6 | .350 | –   | .429  | 2.3 | .4  | .1  | .4  | .9  |
| 1995  | Indiana | 8  | 0  | 3.3 | .333 | –   | 1.000 | .9  | .0  | .1  | .0  | .5  |
| Total | Total   | 61 | 1  | 6.2 | .396 | –   | .625  | 1.6 | .3  | .1  | .2  | .9  |